# 威尔·萨奇
威尔·萨奇（英語：Will Satch，1989年6月9日—），英国男子赛艇运动员。他曾代表英国参加2012年和2016年夏季奥林匹克运动会赛艇比赛，获得一枚金牌和一枚铜牌。